# RENA (格闘家)
RENA（レーナ、1991年6月29日 - ）は、日本の女性総合格闘家、シュートボクサー。大阪府大阪市此花区春日出出身。シーザージム所属。2009年から2014年にかけてシュートボクシングの女子トーナメント「Girls S-cup」で4度優勝し、2015年8月には初代シュートボクシング世界女子フライ級王者に認定。2015年12月に総合格闘家に転向し、2017年に開催された「RIZIN.9」で行われた女子スーパーアトム級トーナメントで準優勝。2024年12月現在、SHERDOG世界女子アトム級ランキングで9位。2018年から同ランキングでトップ10入りし、最高位は5位（2019年）。

## 来歴
大阪で4姉妹の末っ子として生まれる。不良であった姉たちを倒す方法を考え、小学6年生のころにSB日本スーパーフェザー級王者の及川知浩が主宰する及川道場に入門。グローブ空手の大会で経験を積む。
2007年7月1日、J-GIRLS・新宿FACE大会で『クボチューン・レーナM15』のリングネームでプロデビュー戦を行い、古谷あさみに判定負け。同年12月23日に開催されたSHOOT BOXING 2007でシュートボクサーとしてデビューし、岡加奈子に判定勝利。
2008年2月3日、関友紀子と対戦し、右ハイキックで左目の負傷に追い込み、ドクターストップ勝ち。この試合より、RENAに改名。
6月1日、club DEEP 富山でDEEP女子ライト級女王のMIKUとキックルールで対戦し、1-0の引き分け。11月24日にS-cup 2008でMIKUと再戦し、シュートボクシングのルールを研究したMIKUに0-3の判定で敗北した。
2009年3月20日、K-1初出場となったK-1 AWARD & MAX KOREA 2009でイム・スジョンと対戦し、1-2の判定負け。この試合は「日韓美女対決」として注目された。
8月23日、Girls S-cup 2009に出場。吉田正子、石岡沙織、V一に勝利し、Girls S-cupトーナメント優勝を果たした。
12月20日、「ジュエルス1周年記念パーティ&表彰式」が開催され、特別賞を受賞した。
2010年3月19日、JEWELS 7th RINGでハム・ソヒとシュートボクシングルールのエキシビションマッチを行った。4月11日のシュートボクシング興行で渡辺久江と対戦予定であったが、左手人差し指の付け根を亀裂骨折し欠場となった。
8月29日、Girls S-cup 2010世界トーナメントに出場。1回戦で対戦延期となっていた渡辺久江にTKO勝ちを収めると、準決勝でケイト・マルチネス、決勝で高橋藍に判定勝ちを収め、Girls S-cup世界トーナメント初優勝を果たした。
高橋との激闘で眼窩骨折を負い、しばらく試合から離れていた間に、テレビ番組に出演し高視聴率を獲得するなど注目度が高まる中、4月23日に復帰戦が決定、韓国のキム・スンヨンとの試合が組まれるが、相手が東日本大震災の影響を心配した家族によって来日を拒否し、急遽、飛ぶ鳥を落とす勢いで快進撃を続けていた18歳の神村エリカとのエキシビションに変更される。そして当日、ヘッドギアやレガースを着用しない実戦に近い形式で行われたエキシビションは、ブランクの影響か、神村の左フックでダウンを喫し、さらに左ストレートであわやダウンという厳しい内容となった。
2011年6月、SB日本レディース王座が13年ぶりに復活することになり、高橋藍との間で王座決定戦が行われることになったが、神村エリカとのエキシビションマッチでダウンを喫したことに対し高橋が先制口撃を加え、すかさずRENAが反論するなど、試合前からヒートアップ。そして試合当日の6月5日、歴代のSBレディース王者達や神村が見守る中迎えた王座決定戦は、組み付いて高橋のスタミナを奪う作戦が裏目に出てしまい、高橋に組み負けてスタミナを消耗すると、3Rからは相手のパンチを貰うようになり、組み付いても逆に投げられるという悪循環で劣勢を挽回できぬまま試合終了。判定はジャッジ3人とも3ポイント以上の大差を付けられての完敗で、王座戴冠はならなかった。RENAは後にこの試合を振り返り「キレたら負けるとこの時に知った。冷静さを失えば全てがダメになるなって」と述べている。
8月19日、Girls S-cup 2011にてワンマッチでサーサ・ソーアリーに2RKO勝ち。復帰戦を勝利で飾ったRENAは「4月に神村選手にダウンを奪われ、6月に高橋選手に負け、本当に辞めようと思いました。でも、応援してくれる皆さんがいるのでまだまだ引き下がれないので頑張って戻ってきました」とマイクで話し、さらに神村エリカがトーナメントを優勝するとリングに上がり、対戦表明をして、神村のホームリングであるRISEでの決着戦を宣言した。
9月10日、総合格闘家のジェシカ・ペネと対戦し、延長ラウンドでシュートポイントを奪われ0-2で判定負けを喫した。
11月23日、大阪から上京して、東京・浅草のシーザージムで1ヵ月の長期合宿を張り、心身両面を徹底的に鍛えたRENAは、敵地であるRISE.85に参戦し、4月のエキシビジョンマッチでダウンを奪われたライバル神村エリカと初代RISE QUEEN決定戦で対戦し、膝の靭帯が伸び万全の状態では無い中で、激闘の末に大方の予想を覆して勝利を上げ同王座を獲得した。
2012年8月25日、Girls S-cup 2012世界トーナメントに参戦。4月に手術をした右足の指に埋め込まれたままのボルトが別の指に刺さり再手術が必要な中での強行出場であったが、キム・タウンセンド、ハム・ソヒ、V.V Meiに勝利してGirls S-cup世界トーナメント2連覇を達成した。
2013年8月3日、Girls S-cup 2013にてワンマッチでロレーナ・クラインに延長戦の末に3-0の判定勝ち。
2014年8月2日、Girls S-cup 2014世界トーナメントに参戦し、シモーネ・ドーメレン（オランダ）、クリスティーナ・ジャルジェビック（オーストラリア）、ティーチャー・ローンリェン.ギーラーコーラート（タイ）ら世界各国の強豪に勝利して優勝。Girls S-cup世界トーナメント3連覇を達成した。
2015年6月4日、長年所属した及川道場を離れ、6月1日付でシーザージムに移籍したことを発表した。
8月21日、Girls S-cup 2015にて初代シュートボクシング女子世界フライ級王者決定戦でカネ・チョー.カンピロムに3RTKO勝ちで同王座獲得。

### RIZIN
2015年10月、RIZINと契約。RIZINの創立会見で大晦日のRIZIN出場及びに、総合格闘技ルールでの参戦が発表された。最初は総合格闘技の関節技が怖く「絶対無理！」と断っていたが、ここ数年は新しいことにあまり挑戦してこなかったという気持ちのタイミングも重なって次第に心境に変化が生じ、女子格闘技が注目されるきっかけになればという思いもあり、会見の直前に「もうここはやるしかないな」と総合格闘技での出場を決意した。
11月20日、練習中に左手の中指と薬指の付け根を骨膜損傷し、拳を握れない怪我を負ったため、12月1日に出場予定であったGROUND ZERO TOKYO2015を欠場。その後、徐々に回復したが、大晦日のRIZINも完璧ではない状態での出場となった。
12月31日、RIZIN初出場となったRIZIN FIGHTING WORLD GRAND-PRIX 2015 さいたま3DAYS IZAの舞で総合格闘技デビュー戦を行い、イリアーナ・ヴァレンティーノ（イタリア）と対戦。1Rはスタンドの打撃でRENAがやや押される展開となったが、2Rに跳びつき腕ひしぎ十字固めを決め、総合格闘技デビュー戦を勝利で飾った。この試合はフジテレビ地上波のRIZIN放送内で2度放送され、RIZINの注目度も合わさり、それまではバイトをしないと食べていけなかったRENAの人生を大きく変える試合となった。
2016年9月25日、RIZIN FIGHTING WORLD GRAND-PRIX 2016 無差別級トーナメント 開幕戦で、レスリング世界選手権 3度優勝・全日本選手権8度優勝の山本美憂と対戦し、ニンジャチョーク（RIZINの公式記録はアームトライアングルチョーク）で一本勝ち。
2016年12月31日、RIZIN FIGHTING WORLD GRAND-PRIX 2016 無差別級トーナメント FINAL ROUNDでハンナ・タイソン（ポーランド）と対戦し、3Rに左の三日月蹴りでKO勝ち。
2017年4月16日、RIZIN 2017 in YOKOHAMA -SAKURA-でドーラ・ペリエシュ（ハンガリー）と対戦。開始早々に組み付かれると寝技に持ち込まれ、腕ひしぎ十字固めを極めかけられたが、振りほどいて立ち上がると、三日月蹴りでダウンを奪い、左ボディフックで逆転KO勝ちを収めた。
2017年10月15日、RIZIN FIGHTING WORLD GRAND-PRIX 2017 1st ROUND -秋の陣-における女子スーパーアトム級（-49 kg）トーナメントの1回戦でアンディ・ウィン（米国）と対戦し、スタンディング状態でバックポジションを奪われ劣勢な場面も見られたが、それを凌ぐとパンチと膝でボディー中心に攻め、最後は左ボディーブローでウィンをダウンさせ、KO勝ちを収めた。なお、この試合はウィンが前日の計量で250gオーバー。協議の結果、ウィンはファイトマネーを大幅に没収され、RENAに譲渡する形で試合は行われた。
2017年12月31日、RIZIN FIGHTING WORLD GRAND-PRIX 2017 Final ROUNDにおける女子スーパーアトム級トーナメントの準決勝でアイリーン・リベラ（スペイン）と対戦し、コーナーを使ってリベラの引き込みを防ぐと、カウンターの左フックでぐらつかせて、右フックでTKO勝ちを収めた。
同日、決勝戦で浅倉カンナと対戦。序盤は浅倉のタックルを切るが、1R後半にテイクダウンを奪われるとバックに回られ、不用意に両手をリング上に付いて四つん這いになったところにチョークスリーパーをセットされ、タップをせずに抵抗し続けたが、そのまま絞め落とされ一本負けを喫した。これによりトーナメント準優勝となった。RENAはMMA初黒星。また約6年ぶりの敗北となり、25連勝中だった連勝記録がストップした。試合についてRENAは「チョークが来ることは分かっていたけど体の反応と対応が遅れてしまった。油断してしまい甘かった。でも出し切ったので、これで負けたのは仕方ないと思っています。優勝は出来なかったけど、総合の経験が数年でここまでよくやったなと胸を張って言えると思う」と語った。試合後、Invictaと並び女子アトム級で世界最大の選手層を誇るRIZINのグランプリで準優勝したことが海外メディアで評価され、SHERDOG女子アトム級世界ランキング7位となった。
2018年5月6日、RIZIN.10で行われた浅倉カンナvs.メリッサ・カラジャニスの試合終了後、リングに上がり7月29日のRIZIN.11で浅倉との再戦を要求した。
2018年7月6日、SHOOT BOXING Girls S-Cup 〜48 kg級トーナメント2018〜でエレイン“パンテラ”リアル（ブラジル）とMMAルールで対戦し、3-0の判定勝利を収めた。なお、この試合はエルレインが計量で1.25kgの体重オーバーしたことで、エルレインがイエローカード1枚の提示を受けた状態で試合は行われた。
2018年7月29日、RIZIN.11でRIZIN女子スーパーアトム級GP2017優勝者の浅倉カンナと再戦し、0-3の判定敗け。試合後「今は少し格闘技から離れたい。1回普通の女性に戻りたいと思う。少しだけ離れていろいろリフレッシュしたい」などと述べ、今後の方針については休養期間を経てから決めたいと語ったが、11月1日に自身のブログを更新し「自分がまだ選手としてやり切っていないことに改めて気が付きました。私はまたRENAとして格闘技のリングに戻ります」と復帰を宣言した。
2018年12月31日、RIZIN.14で復帰戦としてサマンサ・ジャン・フランソワと対戦予定だったが、試合前日の30日に体重調整の際に倒れて前日計量を受けることが出来ず、病院に搬送されて過度の貧血と脱水症状と診断された。対戦相手のサマンサはキャッチウエイトでの対戦を望み、RENAも最後まで出場の意志を見せていたが、最終的にRIZIN運営が安全面から試合を許可せず、欠場となった。RENA欠場に伴い、対戦相手のサマンサにはRIZINから補償金が支払われた。
2019年4月21日、復帰戦となったRIZIN.15で改めてサマンサ・ジャン・フラソンワと対戦し、判定勝ちを収めた。試合の1ヶ月後、SHERDOG女子アトム級世界ランキング5位となった。
2019年6月14日、Bellator 222でリンジー・ヴァンザントと対戦し、チョークスリーパーで一本負けを喫した。
2019年10月12日、RIZIN.19でアレキサンドラ・アルヴァーレと対戦し、左右のフック連打で1RKO勝ち。本来はショーナ・ラムとの対戦予定だったが、ラムが試合の1週間前に脳震盪で欠場。急遽、バックアップファイターとして待機していたアルヴァーレとの対戦となった。
2019年12月31日、RIZIN.20でリンジー・ヴァンザントと再戦。3Rにマウントポジションからパウンドの連打で、タオル投入によるレフェリーストップで3RTKO勝ちを収めた。RENAはリベンジを果たし、リング上で感情を爆発させて涙を流した。
2020年9月27日、RIZIN.24で元DEEP JUWELSストロー級暫定王者の富松恵美と53.0kg契約で対戦し、3-0の判定勝ち。試合後のマイクであと2、3試合での現役引退を表明したが、次戦の試合前インタビューで引退表明は撤回した。
2021年11月20日、 RIZIN.32でレスリング世界選手権3度優勝の山本美憂と50kg契約で5年ぶりに再戦。2Rに山本のタックルにカウンターの膝蹴りを合わせ、追撃のパウンドでTKO勝ちを収めた。
2021年12月31日、RIZIN.33でアトム級世界ランキング2位のパク・シウと50kg契約で対戦し、僅差ながら0-3の判定負けを喫した。
2022年1月、Fight Matrixで世界ランキング9位を記録。
2022年7月31日、RIZIN.37のスーパーアトム級ワールドグランプリ1回戦でIMMAF世界大会 2019 ストロー級優勝者のアナスタシア・スヴェッキスカと対戦し、1Rにダウンを奪うなどして3-0の判定勝ちを収め準決勝に進出した。しかし試合中に左眼窩内側壁を骨折したことで全治2ヶ月と診断され、2022年9月25日のRIZIN.38で行われる準決勝を棄権。対戦相手のアナスタシアが代替で準決勝に進出した。
2023年4月29日、RIZIN LANDMARK 5でクレア・ロペスと51kg契約で対戦。後半は相手を失速させて優勢な展開だったが、3Rの試合終了間際に膝十字固めで逆転一本負けを喫した。この試合で「右膝外側側副靱帯の部分断裂、右足の親指・人差し指・中指の基節骨骨折」をする結果となった。
2024年3月23日、RIZIN LANDMARK 9で元ROAD FCアトム級王者のシン・ユリと対戦し、接戦を制し3-0の判定勝ち。
2024年7月28日、超RIZIN.3でケイト・ロータスと対戦し、スタンドパンチ連打で2RTKO勝ちを収めた。

## 人物
密着・紹介動画
- RIZIN公式YouTube ch、RENAの練習風景紹介動画『RIZIN CONFESSIONS』（2018）[映像 2]

## 戦績

### 総合格闘技
| 総合格闘技 戦績 | 総合格闘技 戦績 | 総合格闘技 戦績 | 総合格闘技 戦績 | 総合格闘技 戦績 | 総合格闘技 戦績 | 総合格闘技 戦績 |
| --------------- | --------------- | --------------- | --------------- | --------------- | --------------- | --------------- |
| 20 試合         | (T)KO           | 一本            | 判定            | その他          | 引き分け        | 無効試合        |
| 15 勝           | 8               | 2               | 5               | 0               | 0               | 0               |
| 5 敗            | 0               | 3               | 2               | 0               | 0               | 0               |

| 勝敗 | 対戦相手                     | 試合結果                          | 大会名 | 開催年月日     |
| ○    | ケイト・ロータス             | 2R 4:18 TKO（スタンドパンチ連打） | 超RIZIN.3 | 2024年7月28日  |
| ○    | シン・ユリ                   | 5分3R終了 判定3-0                 | RIZIN LANDMARK 9                                                                                             | 2024年3月26日  |
| ×    | クレア・ロペス               | 3R 4:21 膝十字固め                | RIZIN LANDMARK 5                                                                                             | 2023年4月29日  |
| ○    | アナスタシア・スヴェッキスカ | 5分3R終了 判定3-0                 | RIZIN.37 【RIZIN女子スーパーアトム級ワールドグランプリ1回戦】                                                | 2022年7月31日  |
| ×    | パク・シウ                   | 5分3R終了 判定0-3                 | RIZIN.33 | 2021年12月31日 |
| ○    | 山本美憂                     | 2R 3:35 TKO（右膝蹴り→パウンド）  | RIZIN.32 | 2021年11月20日 |
| ○    | 富松恵美                     | 5分3R終了 判定3-0                 | RIZIN.24 | 2020年9月27日  |
| ○    | リンジー・ヴァンザント       | 3R 4:42 TKO（コーナーストップ）   | RIZIN.20 | 2019年12月31日 |
| ○    | アレキサンドラ・アルヴァーレ | 1R 0:20 KO（スタンドパンチ）      | RIZIN.19 | 2019年10月12日 |
| ×    | リンジー・ヴァンザント       | 1R 4:04 チョークスリーパー        | Bellator 222: Machida vs. Sonnen                                                                             | 2019年6月14日  |
| ○    | サマンサ・ジャン＝フランソワ | 5分3R終了 判定3-0                 | RIZIN.15 | 2019年4月21日  |
| ×    | 浅倉カンナ                   | 5分3R終了 判定0-3                 | RIZIN.11 | 2018年7月29日  |
| ○    | エレイン・"パンテラ"・リアル | 5分3R終了 判定3-0                 | SHOOT BOXING Girls S-cup 〜48kg世界トーナメント2018〜                                                        | 2018年7月6日   |
| ×    | 浅倉カンナ                   | 1R 4:34 チョークスリーパー        | RIZIN FIGHTING WORLD GRAND-PRIX 2017 Final ROUND 【RIZIN女子スーパーアトム級ワールドグランプリ決勝】         | 2017年12月31日 |
| ○    | アイリーン・リベラ           | 1R 4:39 TKO（右フック）           | RIZIN FIGHTING WORLD GRAND-PRIX 2017 Final ROUND 【RIZIN女子スーパーアトム級ワールドグランプリ準決勝】       | 2017年12月31日 |
| ○    | アンディ・ウィン             | 1R 1:35 KO（左ボディブロー）      | RIZIN FIGHTING WORLD GRAND-PRIX 2017 1st ROUND -秋の陣- 【RIZIN女子スーパーアトム級ワールドグランプリ1回戦】 | 2017年10月15日 |
| ○    | ドーラ・ペリエシュ           | 1R 2:49 KO（左ボディブロー）      | RIZIN 2017 in YOKOHAMA -SAKURA-                                                                              | 2017年4月16日  |
| ○    | ハンナ・タイソン             | 3R 2:47 KO（左三日月蹴り）        | RIZIN FIGHTING WORLD GRAND-PRIX 2016 無差別級トーナメント FINAL ROUND                                        | 2016年12月31日 |
| ○    | 山本美憂                     | 1R 4:50 ニンジャチョーク          | RIZIN FIGHTING WORLD GRAND-PRIX 2016 無差別級トーナメント 開幕戦                                             | 2016年9月25日  |
| ○    | イリアーナ・ヴァレンティーノ | 2R 3:31 フライングアームバー      | RIZIN FIGHTING WORLD GRAND-PRIX 2015 さいたま3DAYS                                                           | 2015年12月31日 |

### シュートボクシング
| キックボクシング 戦績 | キックボクシング 戦績 | キックボクシング 戦績 | キックボクシング 戦績 | キックボクシング 戦績 | キックボクシング 戦績 | キックボクシング 戦績 |
| --------------------- | --------------------- | --------------------- | --------------------- | --------------------- | --------------------- | --------------------- |
| 42 試合               | (T)KO                 | 判定                  | その他                | 引き分け              | 無効試合              |                       |
| 36 勝                 | 11                    | 25                    | 0                     | 1                     | 0                     |                       |
| 5 敗                  | 0                     | 5                     | 0                     | 1                     | 0                     |                       |

| 勝敗 | 対戦相手                                       | 試合結果                                    | 大会名 | 開催年月日     |
| ○    | イリアーナ・ヴァレンティーノ                   | 3R終了 判定3-0                              | SHOOT BOXING Girls S-cup 2017                                                                                        | 2017年7月7日   |
| ○    | キンバリー・ノヴァス                           | 3R終了 判定3-0                              | SHOOT BOXING WORLD TOURNAMENT S-cup 2016                                                                             | 2016年11月11日 |
| ○    | クラウディア・パウィカ                         | 3R 1:42 TKO （左膝蹴り）                    | SHOOT BOXING Girls S-cup 2016 〜七夕ジョシカク祭り〜 【SB世界女子フライ級タイトルマッチ】                            | 2016年7月7日   |
| ○    | シンディ・アルベス                             | 3R終了 判定3-0                              | RIZIN.1 | 2016年4月17日  |
| ○    | カネ・チョー.カンピロム                        | 3R 1:58 TKO                                 | SHOOT BOXING Girls S-cup 2015 【初代SB世界女子フライ級王座決定戦】                                                   | 2015年8月21日  |
| ○    | エリー・エクストゥム                           | 2R 2:31 KO                                  | NO KICK,NO LIFE 2015                                                                                                 | 2015年2月11日  |
| ○    | イシス・バービック                             | 3R 判定2-0                                  | SHOOT BOXING S-cup 世界トーナメント 2014                                                                             | 2014年11月30日 |
| ○    | ティーチャー・ローンリェン. ギーラーコーラート | 2R 1:00 TKO                                 | SHOOT BOXING Girls S-cup 2014 【Girls S-cup世界トーナメント2014 決勝戦】                                             | 2014年8月2日   |
| ○    | クリスティーナ・ジャルジェビック               | 3R 判定3-0                                  | SHOOT BOXING Girls S-cup 2014 【Girls S-cup世界トーナメント2014 準決勝】                                             | 2014年8月2日   |
| ○    | シモーネ・ドーメレン                           | 3R 判定3-0                                  | SHOOT BOXING Girls S-cup 2014 【Girls S-cup世界トーナメント2014 1回戦】                                              | 2014年8月2日   |
| ○    | イム・ソヒ                                     | 1R 2:50 フロントチョークスリーパー          | SHOOT BOXING 2014 act.2 ~BONDS 絆~                                                                                   | 2014年4月18日  |
| ○    | イ・ジウェン                                   | 1R 2:40 TKO                                 | SHOOT BOXING 2013 及川知浩引退イベント~完全相伝~                                                                     | 2013年12月23日 |
| ○    | メイリー・ウォン.ポーマス                      | 3R 判定3-0                                  | SHOOT BOXING BATTLE SUMMIT GROUND ZERO TOKYO 2013                                                                    | 2013年11月16日 |
| ○    | ロレーナ・クライン                             | 4R 判定3-0                                  | ~ツヨカワGirls真夏の祭典~ SHOOT BOXING Girls S-cup 2013 日本トーナメント                                             | 2013年8月3日   |
| ○    | トウ・ペイリン                                 | 3R 1:12 スタンディングチョークスリーパー    | SHOOT BOXING 2013 act.2                                                                                              | 2013年4月20日  |
| ○    | V.V Mei                                        | 3R 判定3-0                                  | SHOOT BOXING WORLD TOURNAMENT Girls S-cup 2012 【Girls S-cup 2012トーナメント 決勝戦】                               | 2012年8月25日  |
| ○    | ハム・ソヒ                                     | 4R 判定3-0                                  | SHOOT BOXING WORLD TOURNAMENT Girls S-cup 2012 【Girls S-cup 2012トーナメント 準決勝】                               | 2012年8月25日  |
| ○    | キム・タウンセンド                             | 3R 判定3-0                                  | SHOOT BOXING WORLD TOURNAMENT Girls S-cup 2012 【Girls S-cup 2012トーナメント 1回戦】                                | 2012年8月25日  |
| ○    | 神村エリカ                                     | 3分5R終了 判定3-0                           | RISE 85 ~RISE HEAVY WEIGHT TOURNAMENT 2011~ 【初代RISE QUEEN決定戦】                                                 | 2011年11月23日 |
| ×    | ジェシカ・ペネ                                 | 3分3R+再延長R終了 判定0-2                   | 東日本大震災復興チャリティーイベント SHOOT BOXING 2011 act.４ -SB１７２- 【エキスパートクラス特別ルール 49.0kg契約】 | 2011年9月10日  |
| ○    | サーサ・ソーアリー                             | 2R 2:10 KO （左ボディ）                     | SHOOT BOXING ツヨカワガールズ真夏の祭典 ~Girls S-cup 2011 【スペシャルワンマッチ 50kg契約】                          | 2011年8月19日  |
| ×    | 高橋藍                                         | 3分5R終了 判定0-3                           | 東日本大震災復興チャリティーイベント SHOOT BOXING 2011act.３ -SB169- 【SB日本レディース王座決定戦】                  | 2011年6月5日   |
| ○    | 高橋藍                                         | 3R+再延長R終了 判定3-0                      | SHOOT BOXING WORLD TOURNAMENT Girls S-cup 2010 【Girls S-cup 2010 決勝】                                             | 2010年8月29日  |
| ○    | ケイト・マルチネス                             | 3R終了 判定3-0                              | SHOOT BOXING WORLD TOURNAMENT Girls S-cup 2010 【Girls S-cup 2010 準決勝】                                           | 2010年8月29日  |
| ○    | 渡辺久江                                       | 2R 1:50 TKO （2ダウン：左膝蹴り）           | SHOOT BOXING WORLD TOURNAMENT Girls S-cup 2010 【Girls S-cup 2010 1回戦】                                            | 2010年8月29日  |
| ○    | ☆MIKA☆                                         | 2分3R終了 判定3-0                           | SHOOT BOXING 25TH ANNIVERSARY SERIES 第3戦 『維新-ISHIN- 其の参』                                                    | 2010年6月6日   |
| ○    | クリスティーナ・ジャルジェビック               | 2分3R終了 判定3-0                           | HOOT BOXING 25TH ANNIVERSARY SERIES 開幕戦 『維新-ISHIN- 其の壱』                                                    | 2010年2月13日  |
| ○    | 藤野恵実                                       | 2R終了時 TKO （ドクターストップ：鼻骨骨折） | SHOOT BOXING 2009 武志道-bushido- 其の伍                                                                             | 2009年11月18日 |
| ○    | V一                                            | 2分3R終了 判定3-0                           | SHOOT BOXING GIRLS TOURNAMENT Girls S-cup 2009 【Girls S-cup 2009 決勝】                                             | 2009年8月23日  |
| ○    | 石岡沙織                                       | 3R 0:20 TKO （タオル投入）                  | SHOOT BOXING GIRLS TOURNAMENT Girls S-cup 2009 【Girls S-cup 2009 準決勝】                                           | 2009年8月23日  |
| ○    | 吉田正子                                       | 2分3R終了 判定3-0                           | SHOOT BOXING GIRLS TOURNAMENT Girls S-cup 2009 【Girls S-cup 2009 1回戦】                                            | 2009年8月23日  |
| ○    | トモコSP                                       | 3分3R終了 判定3-0                           | JEWELS 4th RING【シュートボクシングルール】                                                                          | 2009年7月11日  |
| ×    | イム・スジョン                                 | 2分3R+延長1R終了 判定1-2                    | K-1 AWARD & MAX KOREA 2009 【スーパーファイト】                                                                      | 2009年3月20日  |
| ×    | MIKU                                           | 2分3R終了 判定0-3                           | SHOOT BOXING WORLD TOURNAMENT S-cup 2008                                                                             | 2008年11月24日 |
| ○    | 富田美里                                       | 2分3R+延長1R終了 判定3-0                    | SHOOT BOXING 2008 火魂〜Road to S-cup〜 其の四                                                                       | 2008年7月21日  |
| △    | MIKU                                           | 3分2R終了 判定1-0                           | club DEEP 富山 -野蛮人祭り7- 【DEEPキックルール】                                                                    | 2008年6月1日   |
| ○    | 奥村ユカ                                       | 2分3R終了 判定3-0                           | SHOOT BOXING 2008 火魂〜Road to S-cup〜 其の弐                                                                       | 2008年4月4日   |
| ○    | 関友紀子                                       | 2R 1:49 TKO （ドクターストップ：左目負傷）  | SHOOT BOXING 2008 火魂〜Road to S-cup〜 其の壱                                                                       | 2008年2月3日   |
| ○    | 岡加奈子                                       | 2分3R終了 判定2-0                           | SHOOT BOXING 2007 無双〜MU-SO〜 其の伍                                                                               | 2007年12月23日 |
| ○    | ☆MIKA☆                                         | 2分3R終了 判定3-0                           | J-GIRLS 風花祭り 〜World Queen Tournament 前哨戦〜                                                                   | 2007年11月4日  |
| ×    | 古谷あさみ                                     | 2分3R終了 判定1-2                           | J-GIRLS NEW HEROINE COMING!! 【フライ級ニューヒロイントーナメント 準決勝】                                           | 2007年7月1日   |

## 獲得タイトル
- Girls S-cup 2009 優勝
- Girls S-cup 2010 優勝
- Girls S-cup 2012 優勝
- Girls S-cup 2014 優勝
- Girls S-cup2015 16 17 優勝
- 初代RISE QUEEN王座
- 初代SB世界女子フライ級王座

## 表彰
- JEWELS 特別賞（2009年）

## 入場テーマ曲
- 「絶対負けない!」 - エイジアエンジニア

## 出演

### テレビ
- ひみつの嵐ちゃん!（TBS、2011年5月5日放送）
- 炎の体育会TV（TBS、2011年1月11日・2011年12月26日・2014年1月1日放送）
- ブラマヨの初心忘るべからず！（朝日放送、2012年1月4日放送）
- GET SPORTS（テレビ朝日、2012年1月16日放送）
- もてもてナインティナイン（TBS、2012年2月14日放送）
- NONFIX（フジテレビ、2012年2月19日放送）
- SASUKE（TBS、2013年6月27日放送）
- 中居正広の超一流スポーツ選手20人が自分でスポーツ界のスクープ話しちゃいますSP（テレビ朝日、2014年4月6日放送）
- 中居正広のミになる図書館（テレビ朝日、2014年4月8日放送）
- みらいのつくりかた（テレビ東京、2014年5月1日 放送）
- Going!Sports&News（日本テレビ、2014年9月6日放送）
- 痛快!明石家電視台（毎日放送、2014年11月3日・2017年9月25日放送）
- ナカイの窓（日本テレビ、2014年8月6日・2015年1月28日放送）
- 今夜くらべてみました（日本テレビ、2015年1月13日放送）
- 1Hセンス（フジテレビ、2015年4月5日放送）
- 女の体当たりサーチ番組 なぜ?そこ?（テレビ朝日、2015年7月23日放送）
- 芹那の美女と汗かかせていただきます（テレビ東京、2015年11月17日・2015年11月24日・2015年12月1日放送）
- 有吉くんの正直さんぽ（フジテレビ、2015年12月12日放送）
- RIZIN FIGHTING WORLD GRAND-PRIX2015〜IZAの舞〜（フジテレビ、2015年12月31日放送）
- 踊る!さんま御殿!!（日本テレビ、2016年3月8日放送）
- VS嵐（フジテレビ、2016年3月10日放送）
- オールスター感謝祭（TBS、2016年4月9日放送）
- RIZIN.1（フジテレビ、 2016年4月23日放送）
- 有吉ゼミ（日本テレビ、2016年7月11日放送）
- RIZIN FIGHTING WORLD GRAND-PRIX2016〜無差別級トーナメント開幕戦〜 （フジテレビ、2016年9月25日放送）
- 珍種目No.1は誰だ!? ピラミッド・ダービー（TBS、2016年11月13日放送）
- 世界まる見え!テレビ特捜部（日本テレビ、2016年11月28日・2017年3月20日・7月24日放送）
- 帰れまサンデー（テレビ朝日、2016年12月11日放送）
- スポーツジャングル（フジテレビ、2016年12月12日・2017年2月21日・2017年2月28日放送）
- プレミアの巣窟（フジテレビ、2016年12月19日放送）
- RIZIN FIGHTING WORLD GRAND-PRIX 2016 2nd Round Final Round（フジテレビ、2016年12月31日放送）
- 笑×演（テレビ朝日、2017年1月5日放送）
- 1億人の大質問!?笑ってコラえて!（日本テレビ、2017年1月11日放送）
- キスマイレージ（テレビ朝日、2017年1月24日放送）
- 7つの海を楽しもう!世界さまぁ〜リゾート（TBS、2017年1月28日放送）
- マヨなか笑人（読売テレビ、2017年2月11日放送）
- KUNOICHI（TBS、2017年2月12日放送）
- 『ぷっ』すま（テレビ朝日、2017年3月11日放送）
- 戦え!スポーツ内閣（毎日放送、2017年3月15日放送）
- PON!（日本テレビ、2017年3月20日放送）
- 千原ジュニアのヘベレケ（東海テレビ、2017年3月24日放送）
- ザ!世界仰天ニュース（日本テレビ、2017年4月4日放送）
- ヒルナンデス!（日本テレビ、2017年4月6日・8月24日・11月16日放送）
- 快傑えみちゃんねる（関西テレビ、2017年4月14日・11月17日放送）
- RIZIN 2017 in YOKOHAMA -SAKURA-（フジテレビ、2017年4月16日放送）
- サンバリュ かいしんのいちげき 〜自分で選ぶ自分の一番〜（日本テレビ、2017年4月30日放送）
- 水曜日のダウンタウン（TBS、2017年5月10日放送）
- ダウンタウンDX（日本テレビ、2017年6月1日放送）
- トコトン掘り下げ隊!生き物にサンキュー!!（TBS、2017年6月7日・12月19日・2018年6月6日放送）
- ネプリーグ（フジテレビ、2017年6月12日放送）
- ちょっとザワつくイメージ調査 もしかしてズレてる?（関西テレビ、2017年6月19日放送）
- 新どうぶつ奇想天外!（TBS、2017年7月1日放送）
- KUNOICHI -2017夏★女性版SASUKE開幕-（TBS、2017年7月2日放送）
- 満天☆青空レストラン（日本テレビ、2017年7月15日放送）
- パンサーの「競輪、はじめました。」（BS日テレ、2017年7月15日・22日放送）
- 潜在能力テスト（フジテレビ、2017年7月25日・10月24日・2018年1月30日・7月24日・8月7日放送）
- 浅草ベビ9（テレビ東京、2017年8月21日放送）
- ホンマでっか!?TV（フジテレビ、2017年8月23日放送）
- イッテンモノ!（テレビ朝日、2017年9月3日放送）
- 村上信五とスポーツの神様たち（フジテレビ、2017年9月7日放送）
- ガリゲル（読売テレビ、2017年9月23日・9月30日・10月7日放送）
- うわっ!ダマされた大賞（日本テレビ、2017年10月2日放送）
- The Gift（日本テレビ、2017年10月2日放送）
- もしもツアーズ（フジテレビ、2017年10月7日放送）
- ニチファミ！ RIZIN　FIGHTING　WORLD　GRAND-PRIX　2017（フジテレビ、2017年10月15日放送）
- アナザースカイ（日本テレビ、2017年12月15日放送）
- 人気芸能人にイタズラ！仰天ハプニング150連発！（フジテレビ、2017年12月28日放送）
- RIZIN FIGHTING WORLD GRAND-PRIX 2017（フジテレビ、2017年12月31日放送）
- 有吉反省会（日本テレビ、2018年3月31日放送）
- さまスポ（テレビ東京、2017年4月21日・4月28日放送）
- 私の働き方〜乃木坂46のダブルワーク体験!〜（フジテレビ、2018年5月8日放送）
- ポケモンの家あつまる?（テレビ東京、2018年6月3日放送）
- ジャンクSPORTS（フジテレビ、2018年7月8日放送）
- RIZIN.11【世紀の再戦！RENA×カンナ　完全生中継！】（フジテレビ、2018年7月29日放送）
- 芸能界特技王決定戦 TEPPEN 2018秋の陣（フジテレビ、2018年9月29日放送）
- 博多華丸のもらい酒みなと旅 2（テレビ東京、2018年10月8日・10月15日放送）
- 戦闘中〜大江戸決戦! 忍の乱〜（フジテレビ、2021年3月21日放送）

### 雑誌
- MEN'S NON-NO（集英社、2016年4月号）
- GQ JAPAN（コンデナスト・ジャパン、2016年12月号）
- ELLE girl（ハースト婦人画報社、2017年1月号）
- smart（宝島社、2017年3月号・2018年2月号）
- SPUR（集英社、2017年4月号）
- MORE（集英社、2017年4月号・内田理央「モアチャレ通信」6月号 - ）
- HB Humming Birds（メディアボーイ、2017年 vol.09）
- UOMO（集英社、2017年7月号）
- Number Do（文藝春秋、2017年 vol.29）
- NYLON JAPAN（カエルム、2017年8月号）
- PEACE COMBAT（トランスワールドジャパン、Vol.21）
- 週刊プレイボーイ（集英社、2015年12月・2016年1月）
- FRIDAY（講談社、2016年1月）
- 週刊ヤングジャンプ（集英社、2016年12月）
- Tarzan（マガジンハウス、2016年5月）

### ラジオ
- SEASONS（J-WAVE、2017年4月1日放送）
- ラジ★ゴン（FM FUKUOKA、2017年9月12日放送）
- GOLD RUSH（J-WAVE、2017年10月20日放送）
- ごごラジ!（NHKラジオ、2017年10月26日放送）
- イマ旬!サタデーナイト（ニッポン放送、2017年11月18日）
- TOYOTA Athlete Beat（TOKYO FM、2017年12月16日・23日）